# Basilique Notre-Dame-de-Lourdes d'Edegem
La basilique Notre-Dame de Lourdes (néerlandais : Onze-Lieve-Vrouw-van-Lourdesbasiliek) est un édifice religieux catholique sis à Edegem, dans la province d'Anvers, en Belgique. Une grotte de Lourdes construite à la fin du XIXe siècle attire les pèlerins. Aussi une église est-elle construite en 1931. En 2008 l'édifice religieux est déclaré « basilique mineure » par le pape Benoît XVI. Dédiée à Notre-Dame de Lourdes, la basilique est rattachée au diocèse d'Anvers et est inscrite au Patrimoine culturel en Belgique de la Région flamande.

## Historique
En 1884, Peter-Jan van Aelst fait ériger une grotte de Lourdes sur une parcelle de terrain qui lui appartient. D'abord sceptiques, les autorités ecclésiastiques soutiennent finalement cette initiative. La grotte devient alors un lieu de pèlerinage marial, dont l'accès est facilité par l'ouverture d'une gare ferroviaire à Edegem le 26 avril 1885. 
L'église Notre-Dame d'Edegem est construite pour répondre à la croissance de la paroisse Saint-Antoine d'une part, et aux besoins des pèlerins d'autre part. En 1929, l'administration approuve la construction de l'édifice en brique d'après l'esquisse de l'architecte Louis De Vooght. Un premier plan avait été refusé en 1927. L’archevêque de Malines, Mgr Joseph-Ernest Van Roey pose la première pierre Le 8 septembre 1931 et consacre l'église le 1er mai 1933. La construction et la décoration de l'intérieur durent jusqu'à la fin de la Seconde Guerre mondiale.
Début décembre 2008, l'église est élevée au rang de basilique mineure par le pape Benoît XVI.

## Architecture
La basilique Notre-Dame-de-Lourdes est construite dans un style néo-byzantin. Elle comporte notamment une coupole et un clocher-tour de 51 m de haut (53,5 m en incluant la croix) détaché de l'édifice principal. Les vitraux sont fabriqués par Paul Wante, Marc de Groot et Jan Huet. Paul Wante réalise également les peintures des murs et des plafonds ; il doit revoir ses plans à la suite d'un conflit l'opposant au ministère de la Justice (responsable des relations entre l'Église et l'État) et à la Commission royale des monuments et des paysages. Le chemin de croix en cuivre de la basilique provient des ateliers artistiques de l'abbaye de Maredsous. La chaire de vérité est fabriquée par les frères Frans et Alfons De Roeck d'après les plans du chanoine Lemaire. 
L'orgue de la basilique, fabriqué par le Néerlandais Anton Pels d'Alkmaar, comporte environ 1 600 tuyaux, deux clavier et trois jeux. Il n'est pas équipé d'un buffet. L'orgue est inauguré le 11 novembre 1936. Il est rénové en profondeur en 1992.

## Protection
La basilique Notre-Dame-de-Lourdes est un monument classé de la Région flamande depuis 1981.

## Pour compléter